# ブルーノ・ユンク
ブルーノ・ユンク（Bruno Junk、1929年9月27日 - 1995年9月22日）は、ソビエト連邦（現在のエストニア）の陸上競技選手。

## 経歴
競歩の選手として1952年ヘルシンキオリンピックと1956年メルボルンオリンピックに出場。
ヘルシンキ大会では10km競歩で、スウェーデンのヨーン・ミカエルソン(John Mikaelsson)、スイスのフリッツ・シュワブ(Fritz Schwab)に次いで銅メダルを獲得。
メルボルン大会では20km競歩に出場し、ソ連のレオニード・スピリン(Leonid Spirin)、アンタナス・ミケンナス(Antanas Mikenas)に次いで再び銅メダルを獲得した。

## 主な実績
| 年   | 大会         | 場所                       | 種目     | 結果 | 記録          |
| ---- | ------------ | -------------------------- | -------- | ---- | ------------- |
| 1952 | オリンピック | ヘルシンキ(フィンランド)   | 10km競歩 | 3位  | 45分41秒0     |
| 1956 | オリンピック | メルボルン(オーストラリア) | 20km競歩 | 3位  | 1時間32分12秒 |